# FM Static
FM Static — канадская христианская поп-панк-группа. Была создана, как сайд-проект, фронтменом Thousand Foot Krutch Тревором МакНивеном и барабанщиком Стивом Августином. В первоначальный состав входили гитарист Джон Баннер и басист Джастин Смит.

## What Are You Waiting For?
22 июля 2003 года FM Static выпустили дебютный альбом What Are You Waiting For?, спродюсированный Аароном Спринклом, который также продюсировал альбом Thousand Foot Krutch Phenomenon. С этого альбома вышли синглы «Definitely Maybe», «Something To Believe In», и «Crazy Mary». Также был снят клип на «Definitely Maybe». Во время гастролей FM Static с 2003 по 2005 год Джон Баннер покинул группу, отыграв несколько концертов. Джастин попросил своего брата Джереми занять место Джона.

## Critically Ashamed
1 августа 2006 года FM Static выпустили свой второй альбом под названием Critically Ashamed. Песня «Waste of Time» была выпущена в качестве сингла. Первоначально в этот альбом должен был быть включен кавер на песню Vanilla Ice «Ice Ice Baby», но позже он был исключен из альбома. FM Static не отправились в тур в поддержку второго альбома, так как братья Смит покинули группу. Таким образом, Тревору и Стиву пришлось дозаписывать альбом вдвоем, приглашая сессионных музыкантов для записи. В отличие от «Waste of Time», песни «Tonight» и «Moment of Truth» не были выпущены в качестве сингла, но стали хитами в интернете, а также ротировались на некоторых радиостанциях. По состоянию на декабрь 2012 года у «Tonight» уже более четырнадцати миллионов просмотров на YouTube, а у «Moment of Truth» немногим более 10 миллионов.

## Dear Diary
7 апреля 2009 года группа выпустила третий студийный альбом Dear Diary. Этот альбом — вымышленная история о мальчике, рассказывающем своему дневнику о трудностях своей жизни, любви и веры. Сами записи были выложены в блоге до выхода альбома. Буклет CD сопровождается иллюстрациями, сделанными гитаристом Worth Dying For Натаном Перришем. В этот альбом вошли синглы «Boy Moves to a New Town With An Optimistic Outlook», «The Unavoidable Battle of Feeling On the Outside» и «Take Me As I Am». Тревор объявил, что у FM Static в планах турне в 2009 году в поддержку нового альбома. В связи с тем, что из группы ушли Джастин и Джереми, Ник Баумхардт из TFK и Том Бопре согласились участвовать в туре.

## My Brain Says Stop, but My Heart Says GO!
5 февраля 2010 года Тревор написал в своем твиттере, что находится в процессе завершения новых песен для FM Static, которые появятся в новом альбоме. Первоначально он заявил, что название альбома будет «4», но позже он упоминал на своей странице в Facebook, что название было изменено на «My Brain Says STOP, but My Heart Says GO!».
Альбом «My Brain Says STOP, but My Heart Says GO!» увидел свет 5 апреля 2011 года. С альбома было выпущено три сингла: «My Brain Says Stop, but My Heart Says Go!», «Last Train Home» и «F.M.S.T.A.T.I.C.». Песню «F.M.S.T.A.T.I.C.» можно услышать в двенадцатом эпизоде сериала Адские кошки.

## Состав
Текущий состав
- Тревор МакНивен — вокал, гитара (2003 — настоящее время)
- Стив Августин — ударные (2003 — настоящее время)

Участники туров
- Том Бопре — бас, клавишные (2009 — настоящее время)
- Ник Баумхардт — гитара (2006—2009)

Бывшие участники
- Джон Баннер — гитара (2003)
- Джастин Смит — бас (2003—2005)
- Джереми Смит — гитара (2004—2005)

## Дискография

### Альбомы
- 2003 — What Are You Waiting For?
- 2006 — Critically Ashamed
- 2009 — Dear Diary
- 2011 — My Brain Says STOP, But My Heart Says GO!

### Синглы
- 2003 — Definitely Maybe
- 2004 — Crazy Mary
- 2005 — Something To Believe In
- 2006 — Waste of Time
- 2009 — Boy Moves to a New Town With Optimistic Outlook, The Unavoidable Battle of Feeling on the Outside, Take Me As I Am
- 2010 — Her Father’s Song
- 2011 — My Brain Says Stop, But My Heart Says Go!, Last Train Home

## Видеография
- Definitely Maybe на YouTube
- Boy Moves to a New Town with Optimistic Outlook на YouTube
- Take Me As I Am на YouTube
- Her Father’s Song на YouTube